# Argol
Argol (bretonisch Argol) ist eine französische Gemeinde in der Region Bretagne ganz im Westen des Départements Finistère mit 1043 Einwohnern (Stand 1. Januar 2022).

## Geografie
Die Gemeinde liegt auf der Halbinsel Crozon nahe der Atlantikküste im Regionalen Naturpark Armorique (französisch Parc naturel régional d’Armorique). 
Brest liegt 20 Kilometer  nordwestlich, Quimper 30 Kilometer südöstlich und Paris etwa 500 Kilometer östlich.
Bei Le Faou und Châteaulin befinden sich die nächsten Abfahrten an der Schnellstraße E 60 (Nantes-Brest) und u. a. in Châteaulin gibt es einen Regionalbahnhof.

## Bevölkerungsentwicklung
| Jahr                       | 1962 | 1968 | 1975 | 1982 | 1990 | 1999 | 2007 | 2017 |
| Einwohner                  | 899  | 819  | 766  | 700  | 698  | 746  | 802  | 991  |
| Quellen: Cassini und INSEE |      |      |      |      |      |      |      |      |

## Sehenswürdigkeiten
Siehe auch: Liste der Monuments historiques in Argol
Argol verfügt über einen umfriedeten Pfarrbezirk.
Dieser bildete die Kulisse für die Eingangssequenz in Chabrols Film „Das Biest muss sterben (Que la bête meure)“ von 1969.
André Suarès beschreibt mit Ker-Enor sein traditionelles Bauernhaus in Argol.